# 美因河畔施托克施塔特
美因河畔施托克施塔特是德国巴伐利亚州的一个市镇。总面积18.88平方公里，总人口7512人，其中男性3826人，女性3686人（2011年12月31日），人口密度398人/平方公里。